# قطعنامه ۱۱۵۳ شورای امنیت
قطعنامه  ۱۱۵۳ شورای امنیت سازمان ملل متحد که در تاریخ ۲۰ فوریه ۱۹۹۸ تصویب شد، سندی بین‌المللی دربارهٔ بررسی وضعیت میان عراق و کویت است. این قطعنامه طی نشست ۳۸۵۵ام با ۱۵ رای موافق، ۰ مخالف و ۰ ممتنع تصویب شد.